# Meraxes
Meraxes (podle postavy z fantasy ságy Píseň ledu a ohně) byl rod obřího masožravého dinosaura (teropoda) z čeledi Carcharodontosauridae, který žil v období rané svrchní křídy (pozdní cenoman až raný turon, asi před 95 až 94 miliony let miliony let) na území dnešní Argentiny (fosilie byly objeveny roku 2012 v sedimentech geologického souvrství Huincul). Formálně byl popsán mezinárodním týmem paleontologů v červenci 2022.

## Popis

Meraxes - velikostní porovnání s člověkem.

Meraxes byl téměř stejně veliký jako blízce příbuzný druh Giganotosaurus carolinii, jeho lebka byla dlouhá asi 1,3 metru a na délku měřil přes 11 metrů. Velikostně se ale více podobal severoamerickému rodu Acrocanthosaurus nebo příbuznému rodu Mapusaurus, jeho hmotnost tak patrně dosahovala 3,5 až 4 tuny. Jiné odhady udávají délku na rovných 10 metrů a hmotnost asi na 4,26 tuny. Lebka měřila přibližně 127 cm, byla tedy mírně delší, než u příbuzného akrokantosaura (kolem 123 cm).
U rodu Meraxes byl také zjištěn nejvyšší dosažený věk u teropodního dinosaura - v době smrti mu bylo pravděpodobně 53 let. Ukázalo se také, že tito karcharodontosauridi dospívali ve věku 30 až 40 let.

## Paleobiologie a paleoekologie

Dinosauří megafauna známá ze sedimentů geologického souvrství Huincul.

Významný anatomický trend u tohoto obřího teropoda je výrazná redukce velikosti předních končetin, který je pozorovatelný prakticky u všech vývojových linií velkých teropodů. Je také pravděpodobné, že tito obří dravci žili podobně jako příbuzní mapusauři (vyskytující se ve stejných ekosystémech) v menších smečkách a možná tak i lovili. Zdá se logické, že takový způsob lovu mohl být jediný úspěšný při útoku na tak gigantické sauropody, jako byl ve stejných ekosystémech žijící Argentinosaurus.
Z dalších dinosaurů se v ekosystémech tohoto souvrství vyskytovaly rody teropodů Overoraptor, Gualicho, Huinculsaurus, Skorpiovenator, Tralkasaurus, Ilokelesia a Aoniraptor. Ze sauropodů to byly rody Cathartesaura, Limaysaurus, gigantický Argentinosaurus a Choconsaurus. Dále zde žili zástupci rebbachisaurida druhu Sidersaura marae, popsanému roku 2024.
Kromě zmíněných zde pak žili také dosud formálně nepopsaní ornitopodi z kladu Iguanodontia.